# Artūras Valeika
Artūras Valeika (Vilnius, 11 agosto 1985) è un cestista lituano.

## Palmarès
- Campionato rumeno: 2

Oradea: 2017-2018, 2018-2019
- Campionato estone: 1

Pärnu: 2021-2022
- Supercoppa di Romania: 1

CSM Oradea: 2020